# جون بريند
الجنرال السير جون إدوارد سبنسر بريند  هو ضابط بالجيش البريطاني قاد الفرقة الرابعة. وُلد جون في 9 فبراير 1878، وتُوفي في 14 أكتوبر 1954. 

## مهنته العسكرية
تلقى جون تعليمه في كلية ويلينجتون بولاية يركشاير والأكاديمية العسكرية الملكية، وتم تكليفه للخدمة برتبة ملازم أول في سلاح المدفعية الملكي في عام 1897. خدم في حرب البوير الثانية في جنوب أفريقيا 1899-1900، حيث شارك في عمليات في دولة البرتقال الحرة، بما في ذلك التعاقدات بالقرب من نهر فيت ونهر الرمال، وتم ترقيته إلى رتبة ملازم في 23 ديسمبر 1900. ترقّى بعد الحرب إلى رتبة نقيب في 11 أبريل 1902،  وخدم مع مدفعية جبال الشمال الأصلية في الهند . 
بعد اندلاع الحرب العالمية الأولى،  أُرسل بريند إلى فرنسا كقبطان في مدفعية الحامية الملكية في 16 أغسطس 1914 ثم خدم كجنرال ضابط أركان في الفرقة 56 بلندن من 6 فبراير 1916 إلى 31 أكتوبر 1916. أصبح بعد ذلك عميدًا في هيئة الأركان العامة للحرس الحادي عشر، وهو جزء من الجيش الخامس.
أصبح جون بعد الحرب نائب المدير في مكتب الحرب في عام 1923، ثم عقيد السلاح الملكي للمدفعية في قيادة الدرشوت في عام 1925 والعميد في هيئة الأركان العامة في قيادة الدرشوت في عام 1927. وبعد أن أصبح لواء المدفعية الملكية في الهند في عام 1930، انتقل إلى منصب نائب رئيس الأركان العامة في مقر الجيش بالهند في عام 1931 ثم ضابط عام قائد الفرقة الرابعة في عام 1933. وكانت آخر تعييناته في منصب القائد الأعلى للقوات الدولية في سار في عام 1934، والقائد العام للقائد العام للقيادة الجنوبية في أكتوبر 1937، حيث في هذا الدور في السنوات الأولى من العالم الحرب الثانية قبل التقاعد في عام 1941.

## التقاعد
أصبح جون بريند عند تقاعده نائب المفوض الإقليمي لمنطقة شمال شرق إنجلترا. كما كتب تاريخ عائلة بريند.